# Jeff Marsh
Jeff „Swampy” Marsh (ur. 9 grudnia 1960 w Santa Monica) – amerykański reżyser filmów animowanych, scenarzysta, producent i storyboardzista. Razem z Danem Povenmirem stworzyli serial animowany Fineasz i Ferb.

## Filmografia
- Reżyseria:
  - 2007: Fineasz i Ferb
  - 1993: Rocko i jego świat
- Produkcja:
  - 2007: Fineasz i Ferb
- Scenariusz:
  - 2007: Fineasz i Ferb
  - 1993: Rocko i jego świat
- Dubbing:
  - 2011: Fineasz i Ferb: Podróż w drugim wymiarze jako Major Monogram
  - 2007: Fineasz i Ferb jako Major Monogram
- Aktorstwo:
  - 2000: Aaagh! It's the Mr. Hell Show jako Josh